# Аристовка (Інзенський район)
Аристовка (рос. Аристовка) — село в Інзенському районі Ульяновської області Російської Федерації.
Населення становить 262 особи. Входить до складу муніципального утворення Черьомушкинське сільське поселення.

## Історія
Від 2004 року входить до складу муніципального утворення Черьомушкинське сільське поселення.

## Населення
| 2010 |
| ---- |
| 262  |